# Phosphoénolpyruvate carboxylase
La phosphoénolpyruvate carboxylase, également appelée PEP carboxylase ou PEPC, est une enzyme de la famille des décarboxylases qui catalyse l'addition d'un anion bicarbonate HCO3− sur du phosphoénolpyruvate pour donner de l'oxaloacétate :
|                     | + HCO3− → Pi + |              |
| Phosphoénolpyruvate |                | Oxaloacétate |
Cette réaction est utilisée dans le métabolisme acide crassulacéen et dans celui des plantes en C4 pour isoler la Rubisco de l'oxygène afin de limiter son activité oxygénase pour favoriser son activité carboxylase, en concentrant le CO2 dans son voisinage.
Le CO2 est hydraté par l'anhydrase carbonique (EC 4.2.1.1) en bicarbonate avant d'être fixé sur le phosphoénolpyruvate pour donner de l'oxaloacétate, qui est ensuite converti en malate.